# Ponte aereo per Berlino

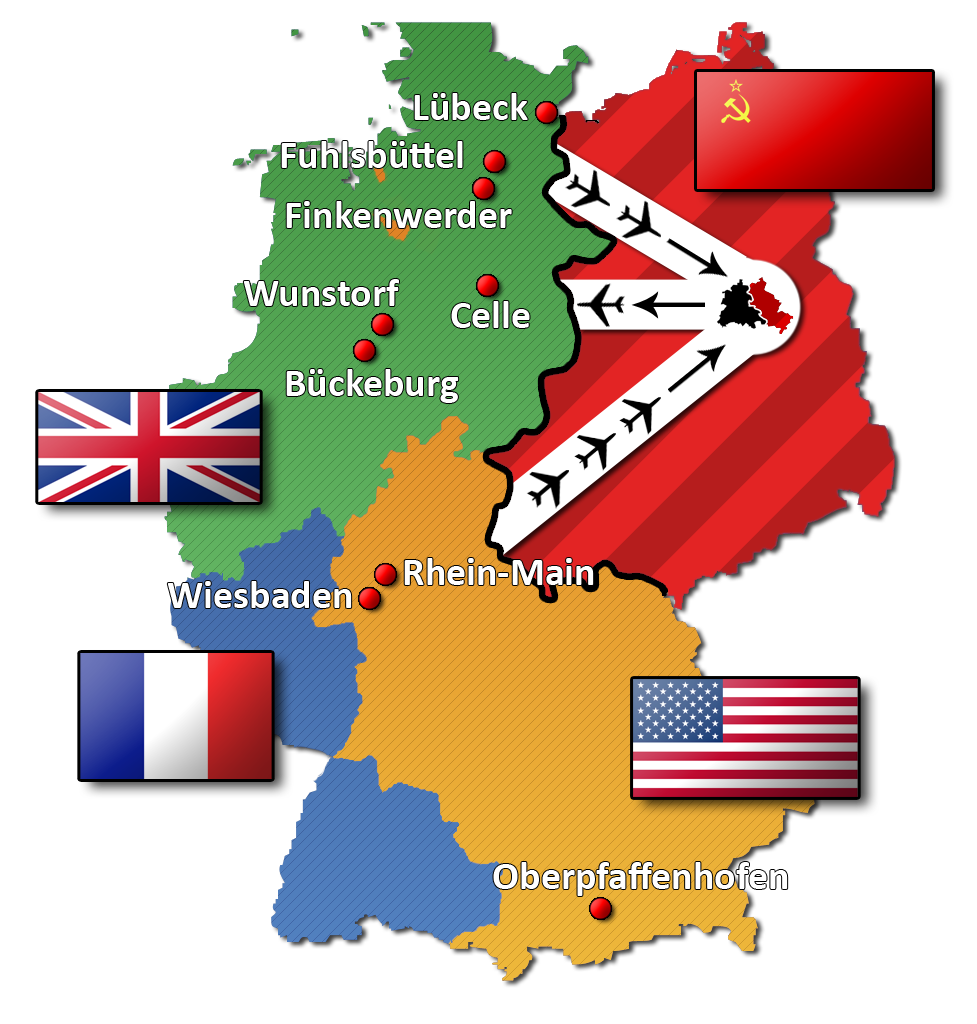
I tre corridoi aerei tra Germania Ovest e Berlino

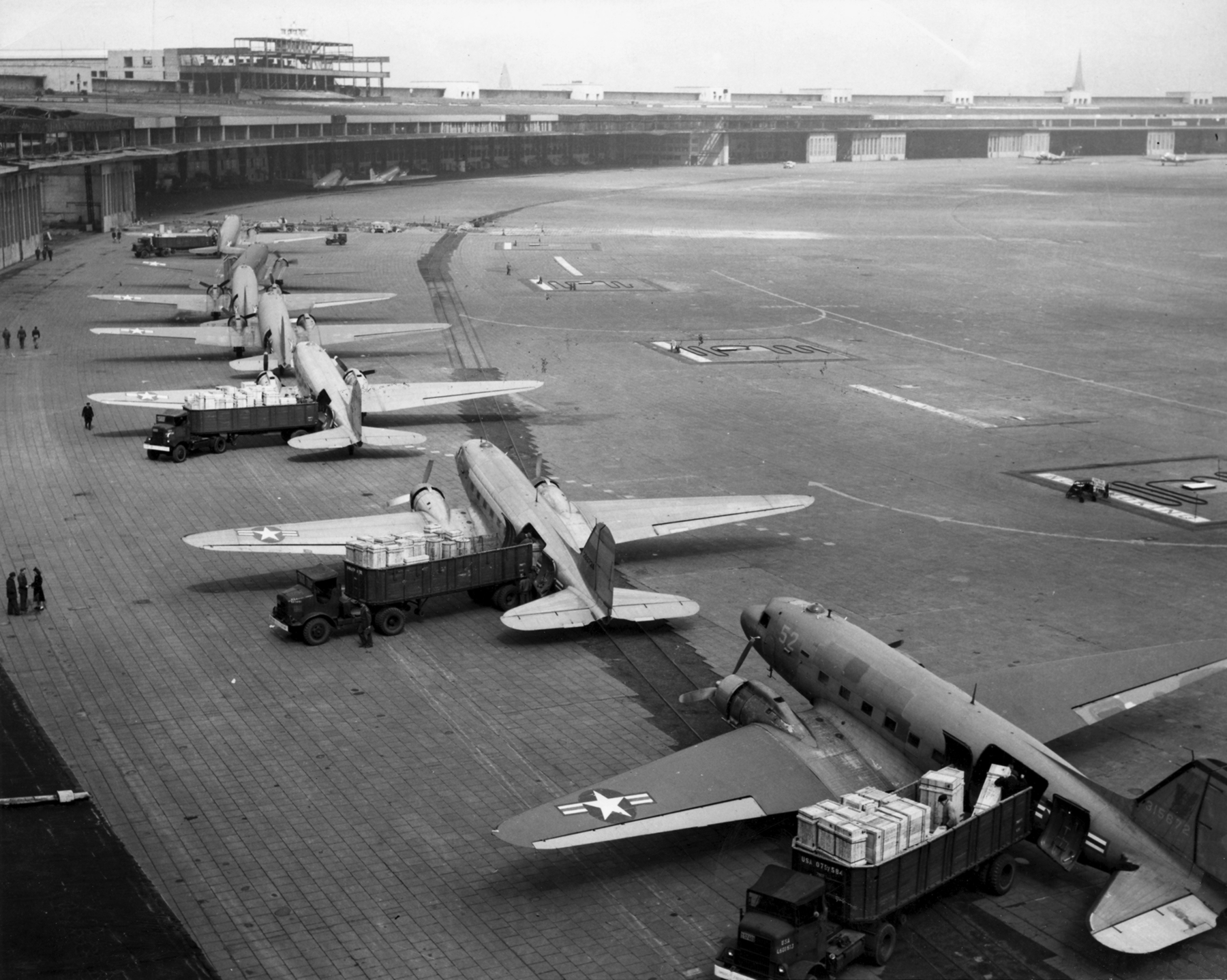
Aerei C-47 statunitensi scaricano merci all'aeroporto berlinese Tempelhof

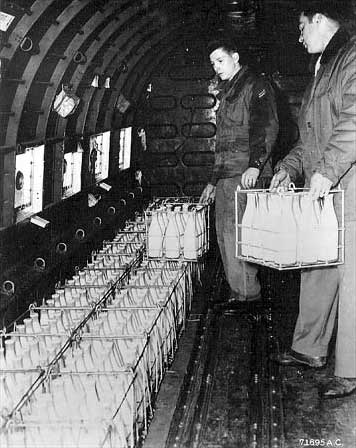
Un carico di latte destinato a Berlino

Il ponte aereo per Berlino (1948-1949) fu un'azione intrapresa durante la Guerra fredda dagli Stati Uniti e dai loro alleati dell'Europa occidentale per trasportare cibo e altri generi di prima necessità nella Berlino Ovest circondata dai sovietici.
Il 24 giugno 1948 l'Unione Sovietica bloccò gli accessi ai tre settori occupati da statunitensi, britannici e francesi di Berlino, tagliando tutti i collegamenti stradali e ferroviari che giocoforza attraversavano la parte di Germania sotto controllo sovietico. Le parti occidentali della città furono anche scollegate dalla rete elettrica, anch'essa sotto controllo sovietico. Berlino ovest divenne una buia città assediata, senza viveri né medicinali.
Il comandante delle truppe di occupazione statunitensi, il generale Lucius Clay, propose di inviare una grossa colonna corazzata attraverso le strade che collegavano la Germania Ovest a Berlino. La colonna avrebbe marciato pacificamente per scortare gli aiuti umanitari, ma sarebbe stata pronta a rispondere al fuoco se bloccata o attaccata. Il Presidente Harry Truman reputò la proposta foriera di un inaccettabile rischio di guerra e dette incarico al generale Albert Wedemeyer, comandante dell'aviazione statunitense in Europa, di studiare la fattibilità di un ponte aereo.

## Le fasi
Il 25 giugno, il giorno dopo l'inizio del blocco, venne istituito un enorme ponte aereo che poi durerà 462 giorni. Centinaia e centinaia di aeroplani, chiamati affettuosamente Rosinenbomber ("bombardieri d'uva passa") dalla popolazione locale, trasportarono un'enorme varietà di provviste, da interi container pieni di viveri, carbone e medicinali a piccoli pacchetti di caramelle con attaccato un minuscolo paracadute individuale per i bambini (i pacchetti di caramelle paracadutati furono ideati dal pilota Gail Halvorsen). Gli ammalati gravi ed i bambini venivano evacuati dalla città con gli stessi aerei. Gli aeromobili vennero forniti e volarono dagli Stati Uniti, dal Regno Unito e dalla Francia, ma gli equipaggi furono forniti anche dall'Australia, dal Sudafrica e dalla Nuova Zelanda. Furono in totale effettuati 278 228 voli, trasportando 2 326 406 tonnellate di cibo e altre forniture, tra cui un milione e mezzo di tonnellate di carbone per riscaldamento e produzione di energia elettrica, dando vita al più grande trasporto umanitario della storia. All'apice dell'operazione, atterravano a Berlino 1 398 voli ogni 24 ore, trasportando 12 940 tonnellate di viveri, carbone e macchinari.
L'Unione Sovietica tolse il blocco alla mezzanotte del 12 maggio 1949. Il ponte aereo continuò comunque fino al 30 settembre: era intenzione delle democrazie occidentali di costituire a Berlino sufficienti scorte in caso i sovietici bloccassero di nuovo la città.
L'azione statunitense portò il nome in codice di Operation Vittles, mentre quella britannica venne chiamata Plain Fare. L'operazione non fu indolore per gli equipaggi: data l'elevata frequenza dei voli, vi furono alcuni incidenti con vittime. Il più noto è il disastro di Gatow, aeroporto della RAF all'epoca, dove il 5 aprile 1948 un Vickers VC.1 Viking britannico entrò in collisione con uno Yakovlev Yak-3 che stava effettuando acrobazie, precipitando nella zona sovietica dopo essere entrato in vite. Il pilota dello Yak e i 14 tra equipaggio e passeggeri a bordo del Viking persero la vita.
Il controllo operativo dei tre corridoi aerei alleati venne affidato al controllo del traffico aereo del BARTCC, situato nel settore americano di Berlino, all'aeroporto di Tempelhof. L'autorità di mediazione e controllo diplomatico venne garantita da un'organizzazione non ufficiale delle tre potenze a cui partecipava come contatto anche personale sovietico, anch'essa situata nel settore americano, che venne chiamata Berlin Air Safety Center (BASC).